# Colossal Order
Colossal Order — фінська компанія з розробки відеоігор, розташована в місті Тампере, Фінляндія, та була заснована в 2009 році. Головним виконавчим директором компанії є Марія Голлікайнен. Видавцем усієї продукції компанії є Paradox Interactive.
Компанія стала відомою у цілому світі після розробки серії відеоігор Cities in Motion та їх останньої гри Cities: Skylines, випуск якої відбувся в 2015 році й приніс компанії нагороду «Найкращий розробник відеоігор року серед фінських компаній».

## Історія

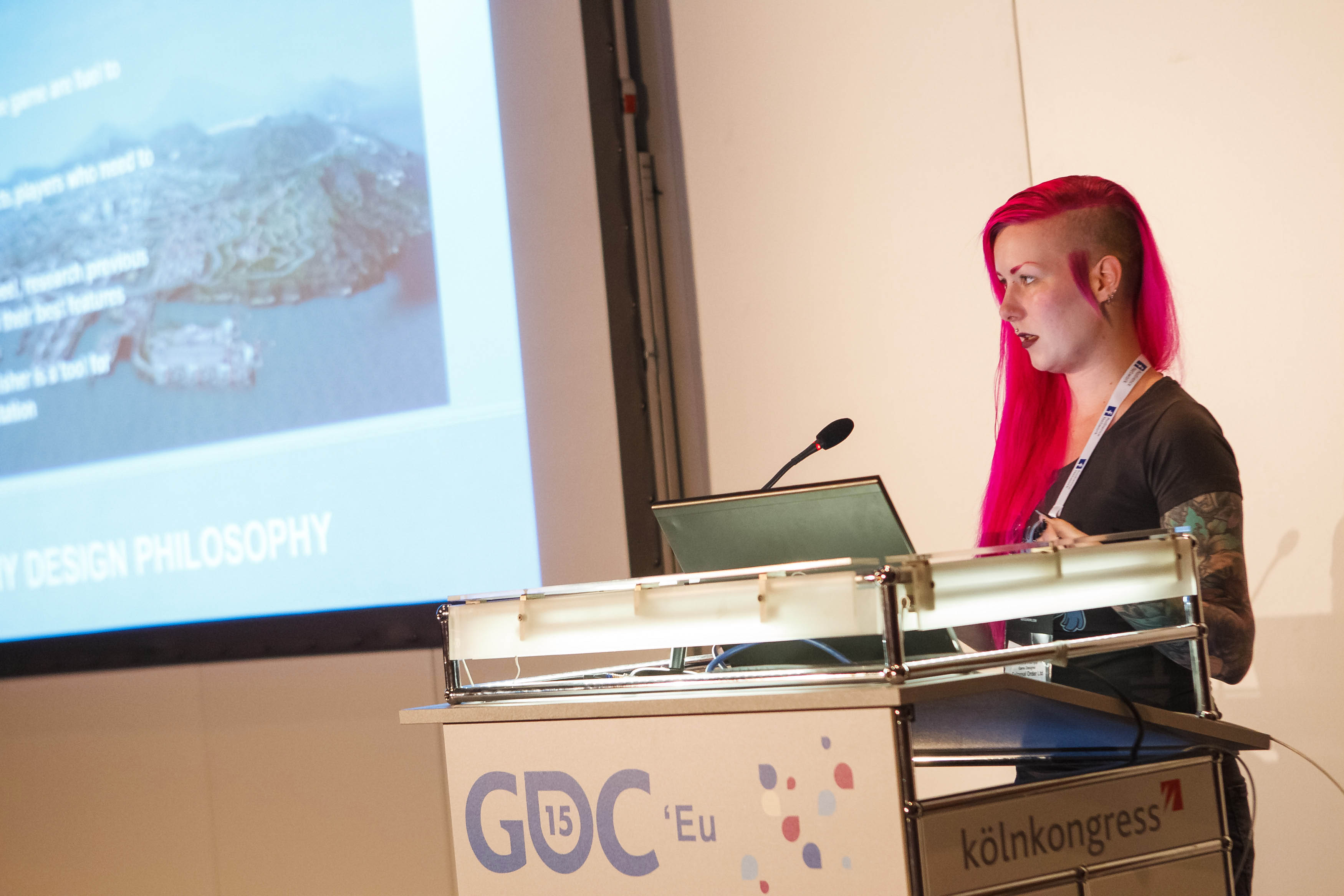
Каролііна Корппоо на GDC Europe 2015

Colossal Order була заснована влітку 2009 року командою розробників мобільних ігор компанії Universimo. Задля забезпечення ефективності в роботі, командою було прийняте рішення найняти головним виконавчим директором компанії Марію Голлікайнен.
Від початку існування, Colossal Order зіткнулася з труднощами у фінансуванні їх першої відеогри — економічного симулятора Cities in Motion, яка вже знаходилася в розробці ще до заснування компанії. Через фінансові труднощі, перші кроки компанії в розробці відеогри були профінансовані «Центром економічного розвитку, транспорту та навколишнього середовища Фінляндії», «Business Finland» та багатьма іншими невеликими приватними інвесторами.
Після заснування, компанія порівнювала безлічі видавців у пошуках найкращого варіанту й обрала шведську компанію Paradox Interactive, а після цілого року перемовин, директори обох компаній все ж таки підписали видавничий договір про співпрацю в цій галузі.
У жовтні 2015 року Colossal Order була нагороджена відзнакою «Найкращий розробник відеоігор року серед фінських компаній» на конференції DigiExpo.

## Розроблені відеоігри
Компанія Colossal Order всього розробила три відеогри: Cities in Motion, Cities in Motion 2, Cities: Skylines. Розробкою усіх ігор компанії займалося всього 13 осіб, але з часом штаб співробітників було збільшено до 17. Якщо перші дві гри були орієнтовані на досить невелику аудиторію, то остання відеогра компанії, яка вийшла у 2015 році, досягла набагато ширшої аудиторії, а у компанії з'явилася неймовірна кількість шанувальників.

### Cities in Motion
Розробка першої відеогри компанії, Cities in Motion, йшла з певними фінансовими проблемами, але все ж таки була випущена у 2011 році. 5 квітня 2011 року компанія Paradox Interactive опублікувала перше доповнення до гри, Cities in Motion: Design Classics, а 20 травня 2011 року ще одне, Cities in Motion: Design Marvels, й там і там було додано по п'ять нових видів автомобілів. Третє доповнення, Cities in Motion: Design Now було випущене 14 червня 2011 року та додавало по п'ять нових транспортних засобів для кожного способу пересування. Того ж дня було опубліковано Cities in Motion: Metro Stations, яке додавало дві нові станції метро. Також були випущені такі доповнення, як: Cities in Motion: Tokyo (31 травня 2011), Cities in Motion: Design Dreams, German Cities (14 вересня 2011), Cities in Motion: U.S. Cities (17 січня 2012), Cities in Motion: St. Petersburg (26 липня 2012), Cities in Motion: Paris, Cities in Motion: ULM, Cities in Motion: London (20 листопада 2012).
20 травня 2011 року Paradox Interactive випустило гру на MacOS, а 9 січня 2014 року Cities in Motion була портована на Linux.

### Cities in Motion 2
Після вдалого початку, компанія почала розроблювати сиквел першої частини, Cities in Motion 2, і вже 2 квітня 2013 року відеогру було випущено на Microsoft Windows та MacOS. 20 червня 2013 року Paradox Interactive видало перше доповнення до відеогри, Bus Mania, яке додало до гри 5 нових видів автобусів, а 30 липня 2013 — Trekking Trolleys (5 нових видів тролейбусів) та Wending Waterbuses (5 нових видів річкових трамваїв). Також були випущені такі доповнення, як: Metro Madness (15 серпня 2013), Lofty Landmarks (29 серпня 2013), Back to the Past (17 вересня 2013), Olden Times (3 жовтня 2013), Marvellous Monorails (9 січня 2014). Також до відеогри були випущені такі розширення, як: European Cities (11 березня 2014), Player's Choice Vehicle Pack (17 червня 2014) та European Vehicle pack (17 липня 2014). 18 листопада 2014 року вийшов останній додатковий матеріал, Soundtrack, який додав до відеогри 13 нових мелодій.
9 січня 2014 разом із доповненням Marvellous Monorails відеогра була випущена на Linux.

### Cities: Skylines
Після розробки двох економічних симуляторів, компанія вирішила розробити відеогру схожого типу, але набагато більшого масштабу. Розробка нового проекту почалася ще в 2009 році, але відбувалася доволі повільно, це було викликано в загальному скептичним настроєм видавця щодо продажів майбутньої відеогри, так як на ігровому ринку містобудівних симуляторів домінували серії відеоігор SimCity та Cities XL. Однак продажі останньої частини SimCity обернулися повним провалом, що й дало зелене світло Cities: Skylines.
Відеогра вийшла 10 березня 2015 року на Microsoft Windows, MacOS та Linux. Над розробкою працювали всього 13 осіб. 24 вересня 2015 року вийшло перше доповнення до гри, After Dark, яке оновило сферу туризму та додало нові унікальні споруди. Всього після After Dark було випущено 8 доповнень: Snowfall (18 лютого 2016), Match Day (9 червня 2016), Natural Disasters (29 листопада 2016), Mass Transit (18 травня 2017), Concerts (17 серпня 2017), Green Cities (19 жовтня 2017), Parklife (24 травня 2018), Industries (23 жовтня 2018).
21 квітня 2017 року Cities: Skylines випущена на Xbox One, а 15 серпня 2017 року гра була портована на PlayStation 4. 13 вересня 2018 року відеогра стала доступною для придбання на гральній консолі Switch.
Таблиця розроблених відеоігор:
| Назва гри          | Дата випуску    | Жанр                    | Платформа                                                | Видавець            |
| ------------------ | --------------- | ----------------------- | -------------------------------------------------------- | ------------------- |
| Cities in Motion   | 25 лютого 2011  | Економічний симулятор   | Microsoft Windows, MacOS, Linux                          | Paradox Interactive |
| Cities in Motion 2 | 2 квітня 2013   | Економічний симулятор   | Microsoft Windows, MacOS, Linux                          | Paradox Interactive |
| Cities: Skylines   | 10 березня 2015 | Містобудівний симулятор | Microsoft Windows, MacOS, Linux, Xbox One, PlayStation 4 | Paradox Interactive |